# 320 Dutch Squadron RAF

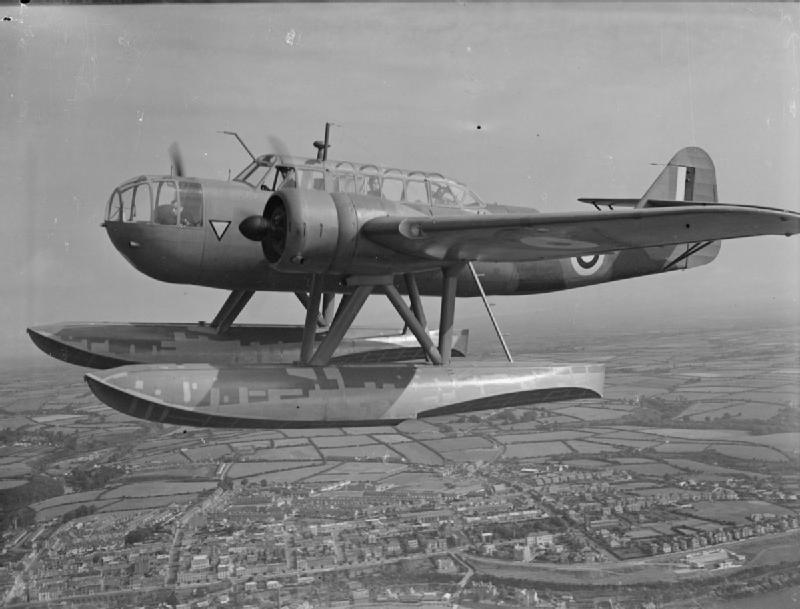
Fokker T.VIIIw.

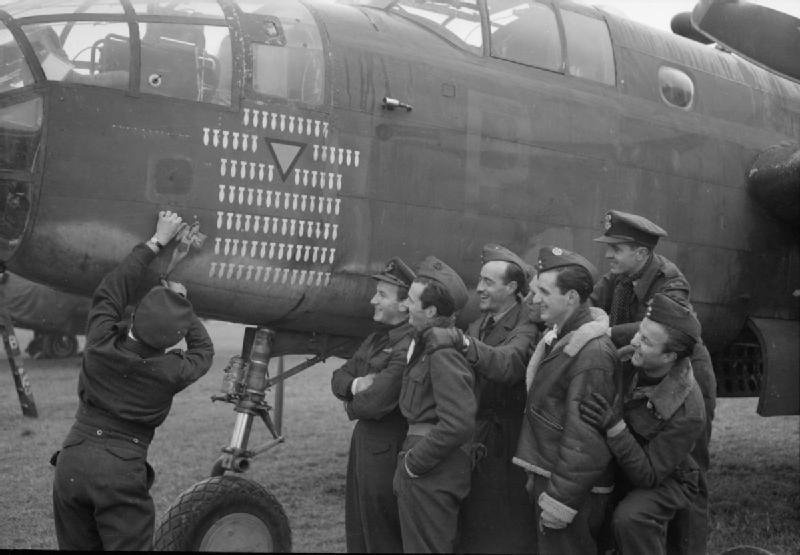
Een Belgische bemanning van een Mitchell van het 320 (Dutch) Squadron RAF

Het 320 Dutch Squadron RAF was een maritiem squadron dat op 1 juni 1940 in Pembroke Dock werd opgericht als onderdeel van het Coastal Command van de Britse Royal Air Force. Van juni tot en met oktober 1940 stond het onder commando van Lt.Cdr. J. M. van Olm, daarna tot maart onder Lt.Cdr. Willem van Lier (1899-1976). Hun motto was "We Are Guided By The Mind Of Liberty".
Tijdens de meidagen van 1940 vlogen acht tweemotorige Fokker T.VIIIw-vliegtuigen naar Frankrijk. Vandaar vlogen ze eind mei naar Engeland. Deze vliegtuigen vormden de basis van het 320 Squadron. Vanaf 20 juni was hun taak onderzeeërs op te sporen in de Ierse Zee en die onschadelijk te maken. Vanaf augustus werden zij binnen de 15 Group geassisteerd door de Ansons van het 321 Dutch Squadron RAF. Twee Fokkers gingen verloren en na enige tijd werden de andere Fokkers onbruikbaar, veelal door gebrek aan reserveonderdelen. Eind september werd besloten de operaties met de Fokkers stop te zetten. Half oktober werd nog eenmaal een Fokker T.VIIIw van 320 Squadron ingezet; voor Operation Windmill (13-15 oktober 1940), waarbij geheimagent Lodo van Hamel door piloot Heije Schaper van het Tjeukemeer moest worden opgepikt.
In oktober 1940 werden de Ansons van het 321 Squadron vervangen door Lockheed Hudsons. Op 18 januari 1941 ging het 321 Dutch Squadron RAF op in het 320 Squadron, dat werd ingedeeld bij de 18 Group op vliegbasis Leuchars, aan de Schotse oostkust. 320 Squadron was onder meer betrokken bij aanvallen op Duitse doelen in Noorwegen en op Duitse schepen voor de Nederlandse kust. De verouderde Hudsons werden in het voorjaar van 1943 vervangen door 24 stuks B-25 Mitchell die aanvankelijk voor ML-KNIL in Nederlands-Indië waren besteld. 320 Squadron ging nu deel uitmaken van Bomber Command.
In het kader van Operation Crossbow viel het squadron lanceerschansen voor de V1 aan.

Na de bevrijding van België werd het squadron op 18 oktober 1944 overgeplaatst naar Vliegbasis Melsbroek en op 30 april 1945 naar Achmer, Duitsland.
Op 2 augustus 1945 kwam het squadron onder de Marine Luchtvaartdienst. Het squadron is lange tijd gevestigd geweest op Marine Vliegkamp Valkenburg, alwaar het gebruikt werd voor Opsporing en redding (OSRD) en onderzeebootopsporing en -bestrijdingsmissies. Bekende vliegtuigen uit die tijd waren onder andere Grumman S-2 Tracker, Lockheed P-2 Neptune, Breguet Atlantic, Lockheed P-3 Orion.
In 2005 werd het squadron opgeheven.

## Weetjes
- De Amerikaanse actrice Virginia Cherrill wilde begin 1941 het squadron 'adopteren'. Ze stelde voor dat ze de officieren in haar huis in Richmond zou ontvangen. Tot een daadwerkelijke uitvoering van dit idee kwam het waarschijnlijk niet.[18]
- Een B-25 die vloog bij 320 Squadron RAF, NO-L, is te zien in de collectie van Oorlogsmuseum Overloon.